# I milioni... che disgrazia!
I milioni... che disgrazia! (They Just Had to Get Married) è un film del 1932 diretto da Edward Ludwig.

## Distribuzione
L'anteprima del film ebbe luogo a San Diego, in California, il 22 dicembre 1932, mentre la distribuzione nei cinematografi statunitensi iniziò il 5 gennaio 1933.
In Italia la prima presentazione si ebbe a Genova nel novembre 1933. Il titolo italiano originariamente previsto e col quale fu pubblicizzato fu Eran fatti per sposarsi; l'edizione italiana fu curata da Guido Contini per i dialoghi e Vincenzo Sorelli per la direzione del doppiaggio, in cui figuravano diversi attori di teatro di prosa, tra i quali: Dina Perbellini, Lydia Simoneschi e Norma Redivo.

## Critica
(Il Giornale di Genova)